# エギュイヨン (小惑星)
エギュイヨン (1918 Aiguillon) は、小惑星帯に位置する小惑星である。
1968年10月、フランスの天文学者 ギィ・スーリエ (Guy Soulié) が、ボルドーで発見した。

## 名称
フランス西南部のアキテーヌ地域圏ロット＝エ＝ガロンヌ県の町 エギュイヨン (Aiguillon) に因む。ガロンヌ川のほとりに位置するこの町は、発見者の生まれ故郷である。
命名は1979年12月の小惑星回報（MPC 5038）で公表された。

## 註
1. 1 2  MPC 5038（1979年12月1日）